# 塞普特萨尔热 (默兹省)
塞普特萨尔热（法語：Septsarges）是法国默兹省的一个市镇，属于凡尔登区（Verdun）蒙特福孔达尔贡县（Montfaucon-d'Argonne）。该市镇总面积8.86平方公里，2009年时的人口为51人。

## 人口
塞普特萨尔热人口变化图示